# Patricia Caro Maya
Patricia Caro Maya, née le 7 décembre 1982 à Arles, est une militante féministe et députée européenne espagnole.

## Biographie
Elle étudie la psychologie. Militante féministe, elle s'engage en faveur des droits des femmes roms. Elle travaille pour l'Organisation pour la sécurité et la coopération en Europe et fait partie d'un des groupes consultatifs des Nations unies. Elle est affiliée au mouvement politique Podemos; en 2019, elle est candidate au Parlement européen sous la bannière de la coalition de gauche Unidas Podemos. Elle prend ses fonctions en tant que députée au Parlement européen le 30 novembre 2023 en remplacement de Sira Rego et rejoint le Groupe de la Gauche.